# Kuz'minki
Il quartiere Kuz'minki (in russo Кузьминки?) è un quartiere di Mosca sito nel Distretto Sud-orientale.
Testimonianze scritte del XVII secolo menzionano "il vuoto dov'era il mulino Kuz'minskij", probabilmente costruito alla fine del XVI secolo dalla famiglia Kuz'ma e successivamente distrutto. Un'altra ipotesi lega il nome del quartiere ai santi Cosma (Kuz'ma) e Damiano, cui sarebbe stata in passato dedicata una chiesa, ma finora non vi sono evidenze archeologiche che la confermino.
Il territorio entra a far parte di Mosca nel 1960.